# Рекорди швидкості на автомобілі
- Перший офіційно зареєстрований абсолютний рекорд швидкості — 63,149 км/год — встановив 18 грудня 1898 граф Гастон де Шасслу-Лоба на електромобілі «Жанто» конструкції Шарля Жанто на дистанції 1 км[1].
- 100-кілометровий рубіж першим переступив 29 квітня 1899 бельгієць К. Женатці, який на електромобілі власної конструкції La Jamais Contente з потужністю двигуна 68 к.с. розвинув швидкість 105,882 км/год.
- 200-кілометровий рубіж швидкості був досягнутий в 1911 році гонщиком Р. Бурманом. На автомобілі фірми «Бенц» він показав 228,04 км/год.
- 300-кілометрова швидкість вперше була досягнута Генрі Сігрейвом у 1927 р. На автомобілі «Sunbeam 1000 hp» він показав 327,89 км/год.
- 400-кілометровий рубіж швидкості вперше «переступив» Малколм Кемпбелл на автомобілі «Непіра-Кемпбелл» в 1932 р. (408,63 км/год).
- 500-кілометровий рубіж швидкості був подоланий в 1937 р. Джоном Айстоном на автомобілі «Роллс-Ройс-Айстон» (502,43 км/год).
- 1000-кілометровий рубіж швидкості вперше подолав 23 жовтня 1970 американець Гаррі Габеліч на реактивному автомобілі «Синє полум'я» в Бонневілль, показавши середню швидкість 1014,3 км/год. «Блакитне полум'я» мав довжину 11,3 м і вагу 2250 кг.

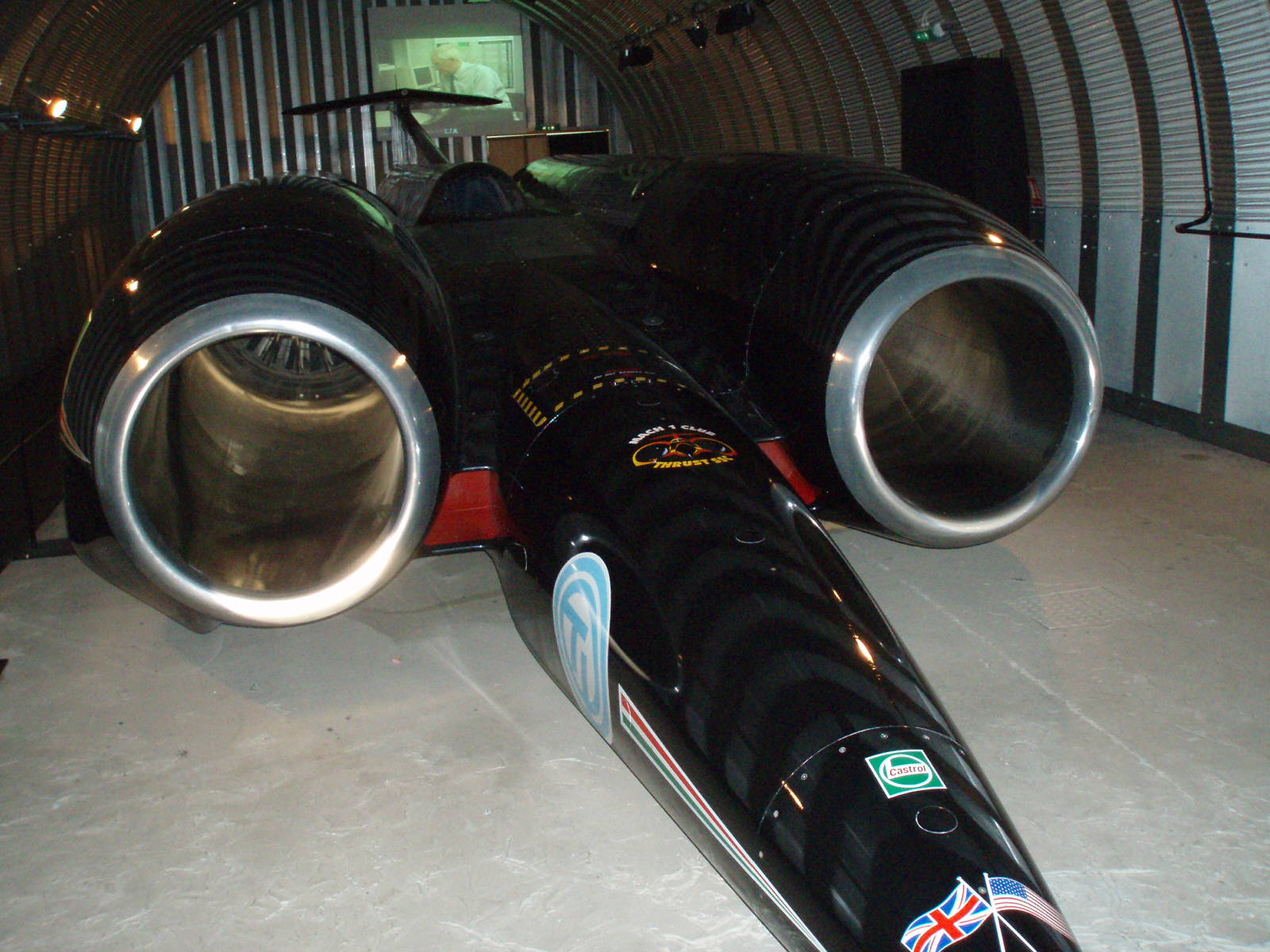
Thrust 2 SSC

- Thrust 2 SSC Найвища швидкість у світі — 1230 км/год на наземному транспортному засобі — реактивному автомобілі (Thrust SSC) було показано англійцем Енді Гріном 15 жовтня 1997. А середня швидкість по двох заїздах склала 1228 км/год. Доріжка довжиною 21 кілометр була розмічена на дні висохлого озера в штаті Невада (США). Екіпаж Гріна приводився в рух двома реактивними двигунами «Роллс-Ройс» загальною потужністю 110 тисяч кінських сил.
- Найвища швидкість, яку розвинула на автомобілі жінка, дорівнює 840км/год. Її показала в грудні 1976 р. американка Кітті Хамблтон на трьохколісному автомобілі S.М. Мотівейтор, потужністю 50000. к.c. в пустелі Алвард, штат Орегон, США. За підсумком двох заїздів у двох напрямках її офіційний рекорд дорівнює 830 км/год.
- Найвища швидкість для парових автомобілів була досягнута в серпні 2009 року болідом, розробленим групою британських інженерів. Середня максимальна швидкість нового боліда в двох заїздах склала 139,843 милі на годину, або 225,0555 кілометри на годину. У першому заїзді болід розвинув швидкість 230 кілометра на годину а в другому — 250 кілометра на годину. Паровий автомобіль оснащений 12 казанами, в яких вода нагрівається за рахунок згорання природного газу. З казанів пара під тиском, зі швидкістю, що в два рази перевищує швидкість звуку, подається в турбіну. За хвилину в казанах випаровується близько 40 літрів води. Загальна потужність силової установки становить 360 кінських сил.[2]

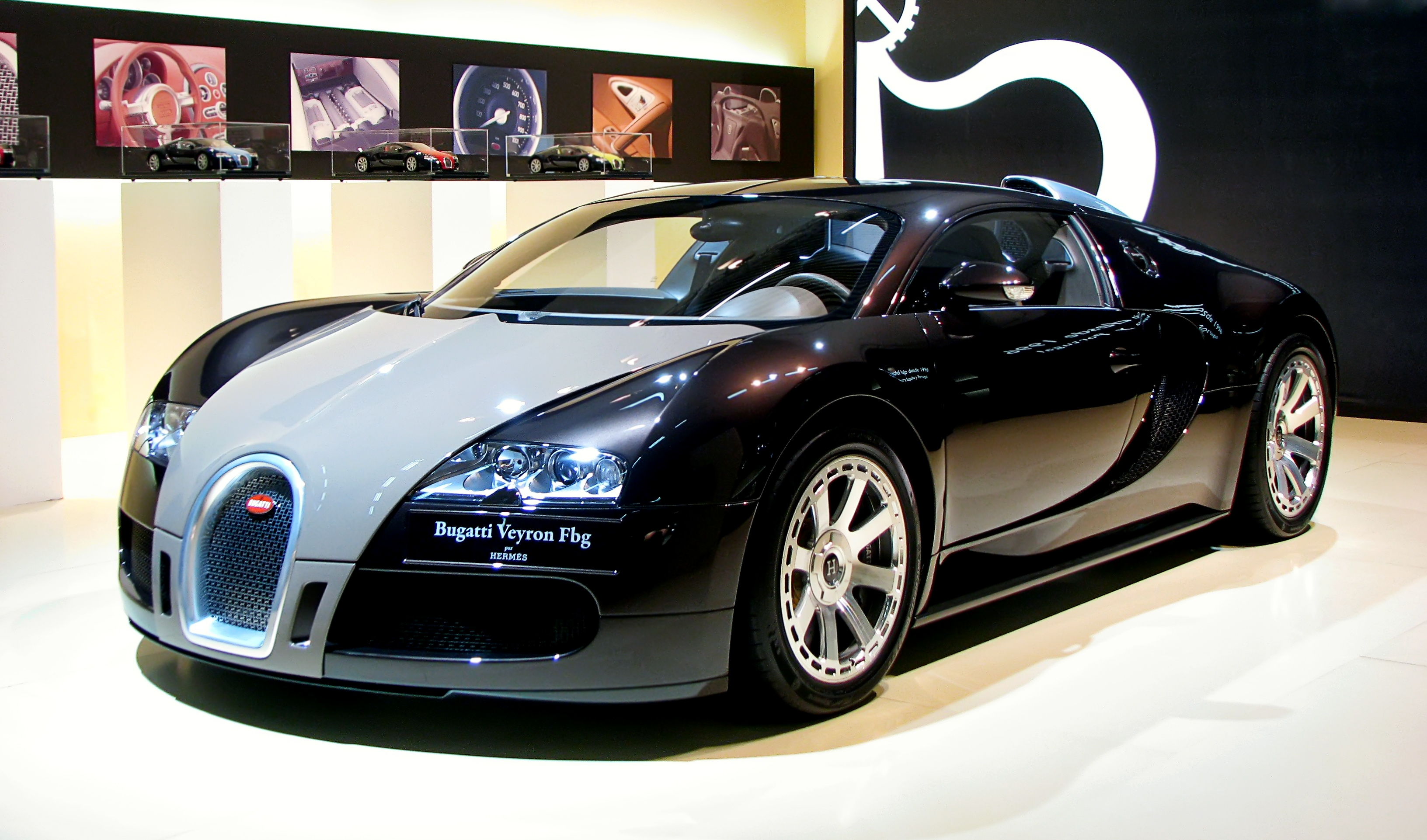
Bugatti Veyron

- Bugatti Veyron Найшвидшим серійним легковим автомобілем є Bugatti Veyron Super Sport. 4 липня 2010 року на випробувальному треку Volkswagen пілот П'єр Анрі Рафанель в першому заїзді в одну сторону зміг досягти швидкості 430 км/год, а у другому заїзді вже у зворотному напрямку автомобіль розігнався до 440 км/год. Результат приголомшив навіть самих творців машини, які розраховували на приблизну максимальну швидкість 420 км/год. При проведенні заїздів були присутні представник німецького агентства з технічного нагляду Німеччини і представники Книги Рекордів Гіннесса, які записали новий рекорд максимальної швидкості — 430 км/год, що є середнім значенням між двох спроб. За офіційними даними виробника автомобіль набирає швидкість 100 км/год за 2,5 сек, 200 км/год — 6,7 сек, 300 км/год — 14,6 сек, 400 км/год за 55,6 сек. Автомобіль оснащений W-подібним 16-циліндровим 64-клапанним двигуном з чотирма турбокомпресорами, що має робочий об'єм 7993 см³. Максимальна можлива потужність 1200 к.с. при 6000 об/хв.
- Найшвидший автомобіль, що працює на дизельному паливі — Mercedes-Benz C111-III з двигуном з робочим об'ємом 3 л і потужністю 230 к.с. Під час випробувань на трасі Нардо в Південній Італії 5-15 жовтня 1978 він розвинув швидкість 330 км/год.
- Найшвидший серійний дизельний легковий автомобіль — BMW 325tds розвиває швидкість 220 км/год. Він обладнаний 6-циліндровим дизелем 2,5 л з турбонаддувом. Потужність двигуна — 143 к.с. Середня витрата палива 6,5 л на 100 км.
- Рекорд швидкості на автомобілі з приводом на колеса: 750 км/год. Сучасні рекордні екіпажі забезпечені турбореактивними або ракетними двигунами; в цій же категорії двигун обов'язково має крутити колеса. Рекорд поставлено 18 жовтня 2001 Доном Веско на автомобілі «Турбінатор», на озері Бонневілль.
- Першим автомобілем, який буде здатний розігнатися до швидкості 1 000 миль/год (1 600 км/год), має стати Bloodhound SSC. Автомобіль буде оснащений трьома двигунами: гібридний ракетний двигун, реактивний двигун Eurojet EJ200, що встановлюється на винищувач Eurofighter Typhoon, і 800-сильний 12-циліндровий V-подібний бензиновий двигун, що накачує паливо і забезпечує електричну і гідравлічну міць літака і ракети. 19 липня 2010 на міжнародній виставці-авіасалоні Фарнборо, що відкрилася в передмісті Лондона, відбулася презентація повнорозмірного макета Bloodhound SSC. Якщо все піде як заплановано, Bloodhound SSC поставить в 2014 році новий світовий рекорд швидкості на землі. Станом на травень 2020 року автомобіль все ще не досяг максимальної швидкості, максимум в 1010 км/год був досягнутий у листопаді 2019 року.[3]